# Guerra Hispano-Marroquina (1859–1860)

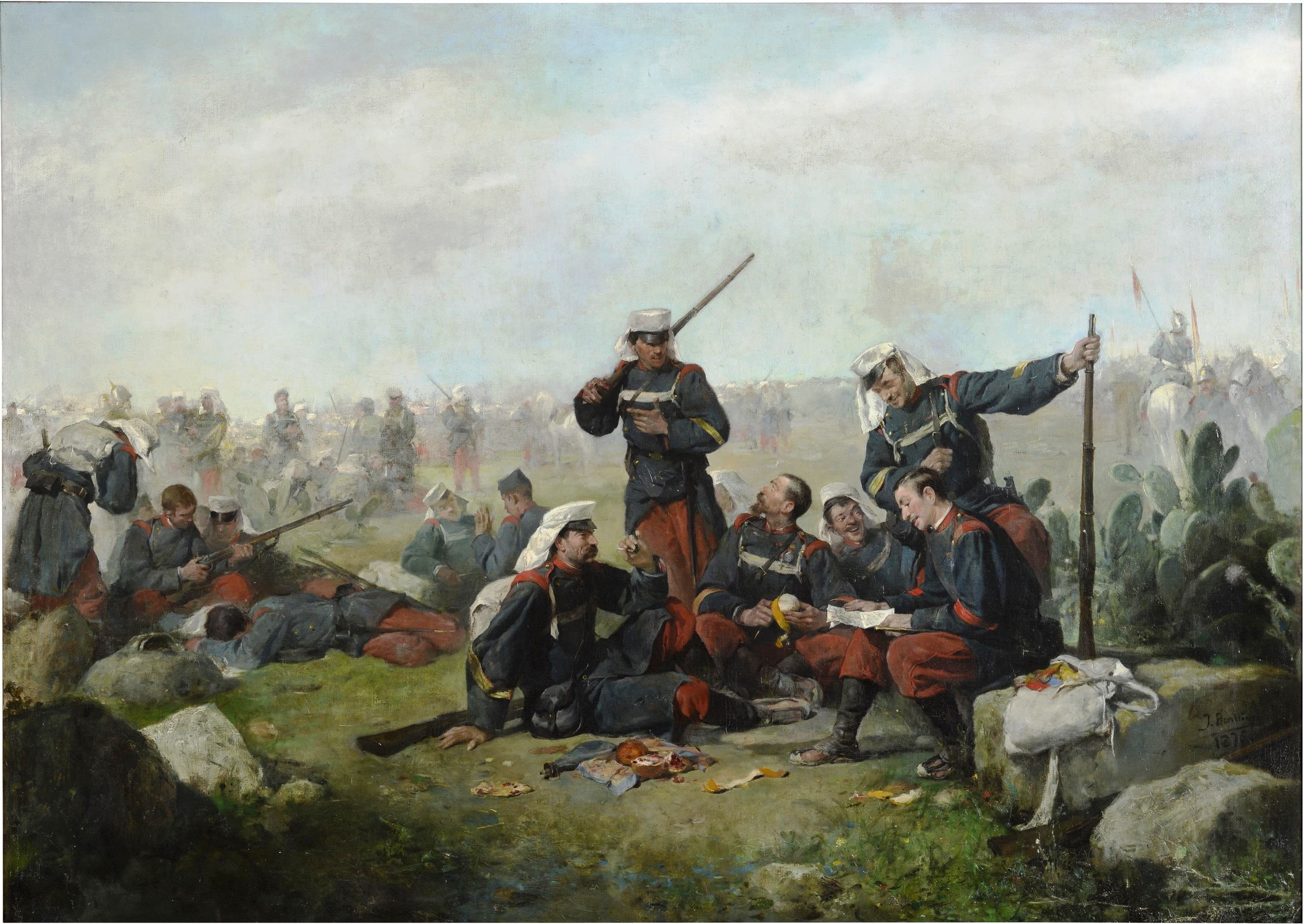
Infantaria espanhola durante a guerra, por José Benlliure

A Guerra Hispano-Marroquina, também conhecida como a Guerra Espanhola-Marroquina, Primeira Guerra Marroquina,Guerra de Tetuão, ou, na Espanha, Guerra de África, foi travada a partir da declaração de guerra da Espanha a Marrocos em 22 de outubro de 1859 até ao Tratado de Wad-Ras, assinado em 26 de abril de 1860. Começou com um conflito sobre as fronteiras da cidade espanhola de Ceuta e foi travada no norte de Marrocos. Marrocos pediu a paz depois da vitória espanhola na Batalha de Tetuão.

## Antecedentes
Ao longo do século XIX, Marrocos sofreu derrotas militares frente a potências europeias, nomeadamente na Guerra Franco-Marroquina de 1844. Em 1856, os britânicos conseguiram pressionar Marrocos a assinar o Tratado Anglo-Marroquino de 1856, que impunha limitações às obrigações das alfândegas marroquinas e pôs fim aos monopólios reais.

## Curso da guerra
O casus belli para a Espanha foram os ataques implacáveis de membros de tribos berberes aos acampamentos espanhóis no Norte da África. Na sequência de negociações infrutíferas com o sultão Abderramão vis-à-vis as reparações (o sultão, incapaz de controlar os cabilas, na verdade morreu durante as negociações e foi substituído pelo seu irmão Maomé IV), uma declaração de guerra impulsionada por Leopoldo O'Donnell foi unanimemente aprovada pelo Congresso dos Deputados em 22 de outubro de 1859.
Os espanhóis chegaram a Tetuão em 3 de fevereiro de 1860. Eles bombardearam a cidade nos dois dias seguintes, o que permitiu que o caos reinasse livre. Tribos rifenhas invadiram a cidade e saquearam-na (principalmente nos bairros judeus). O historiador marroquino Ahmad ibn Khalid al-Nasiri descreveu o saque durante o bombardeio:
 Um tumulto irrompeu na cidade, […] a mão da multidão estendeu-se para saquear, e até pessoas [normais] tiraram o manto da decência […] Pessoas do Jabal, e os Árabes, e a ralé começaram a pilhar e a roubar; eles arrombaram as portas das casas e das lojas […] mantendo-se nisso a noite inteira até de manhã
Em 5 de fevereiro, os espanhóis entraram na cidade, terminando a batalha e a guerra.

## Rescaldo

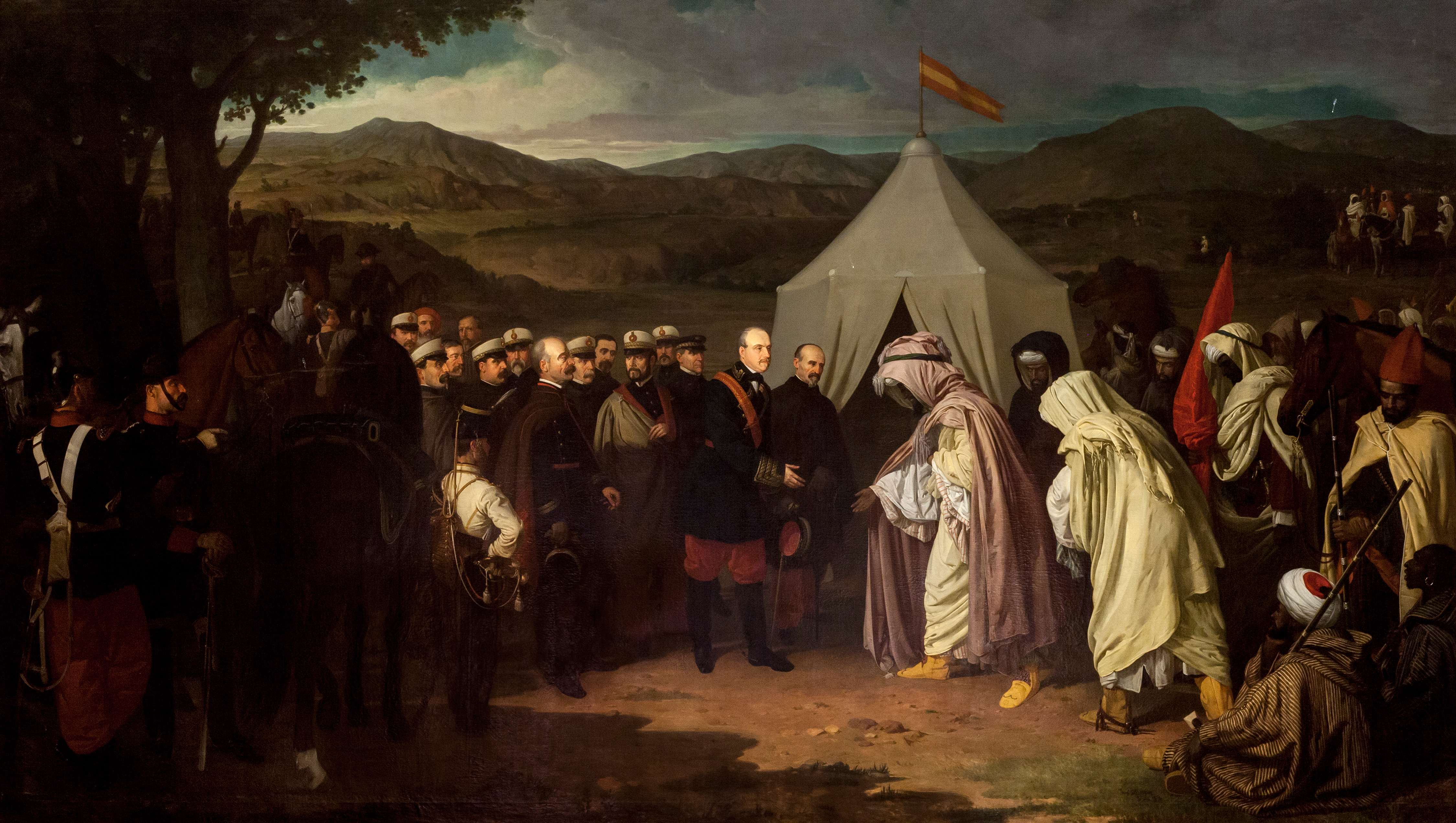
A Paz de Wad-Ras, por (1870)

Após um armistício de 32 dias, o Tratado de Wad-Ras ou Paz de Tetuão foi assinado em 26 de abril de 1860. O tratado contemplava a extensão da perpetuidade da presença Espanhola em Ceuta e Melilha, o fim dos ataques tribais àquelas cidades, o reconhecimento por Marrocos da soberania espanhola sobre as ilhas Chafarinas, a retrocessão do território de Santa Cruz de Mar Pequeña (um território de localização incerta na época, depois Sidi Ifni) para a Espanha, a fim de estabelecer um posto de pesca, o permissão a missionários para estabelecer uma igreja Cristã em Tetuão, e administração Espanhola sobre a cidade até que as reparações de 20 000 000 de pesetas fossem pagas.
Assim que Marrocos pagou a compensação (parcialmente por meio de dinheiro emprestado pelos britânicos), O'Donnell retirou as suas tropas de Tetuão.